# Flin Flon
Flin Flon est une municipalité canadienne à cheval sur la frontière entre le Manitoba et la Saskatchewan à 630 km au nord-ouest de Winnipeg. Elle forme avec sa voisine saskatchewanaise Creighton une agglomération de plus de 6000 habitants, en 2021. C'est une ville minière fondée en 1927 par la Hudson Bay Mining and Smelting pour exploiter les importantes quantités de cuivre et de zinc présentes dans la région.

## Histoire

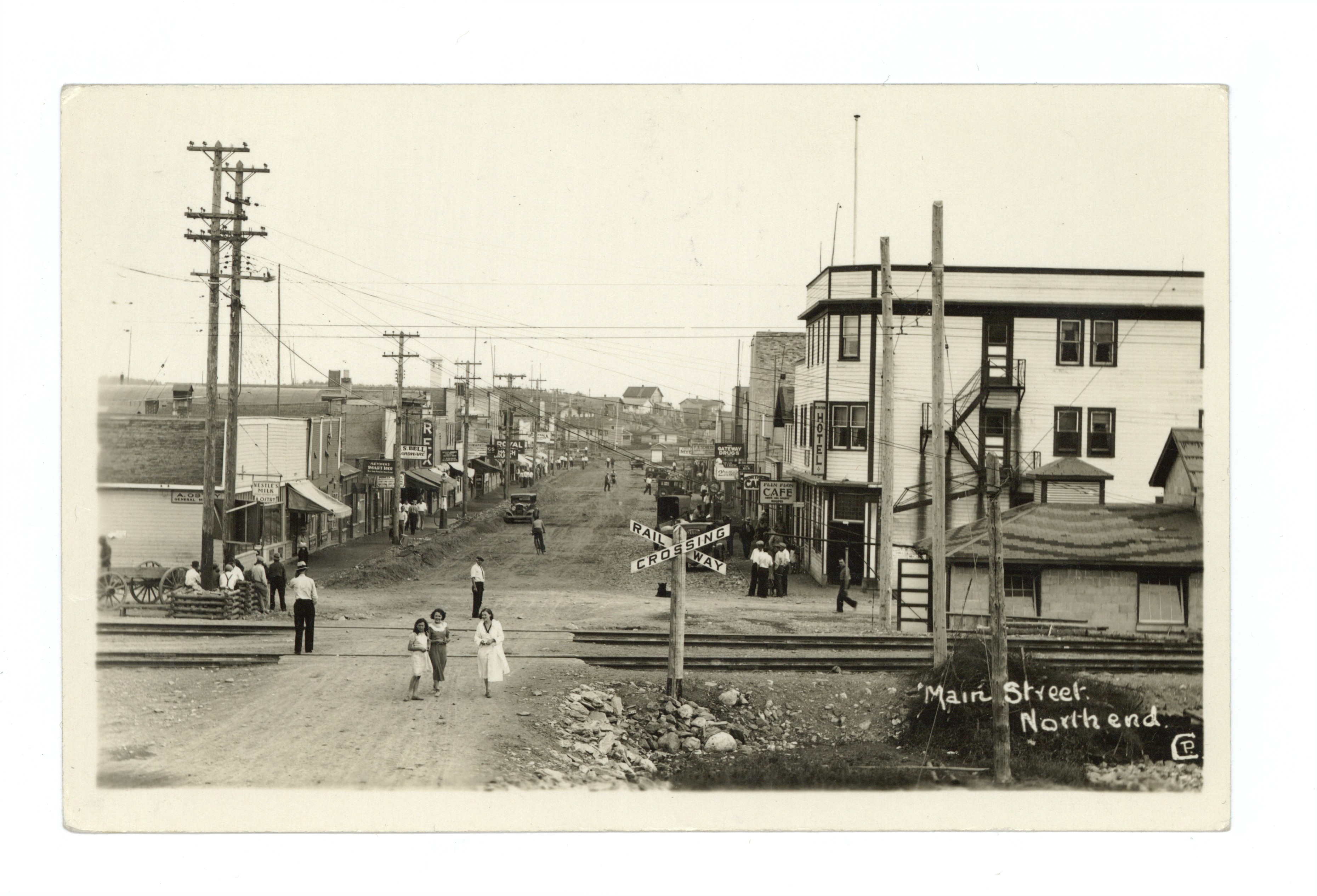
Extrémité nord de larue principale (1936).

En 1915, Tom Creighton, un prospecteur minier canadien découvre un affleurement de minerai sulfuré riche en zinc et cuivre. Il achète la concession avec un associé et nomme le gisement Flin Flon d'après le nom du personnage du roman The Sunless City de E. Preston Muddock dénommé Josiah Flintabbey Flonatin  Il s'inscrit dans une vaste ceinture de roches vertes qui s'étire d'est en ouest dans le nord du Manitoba et de la Saskatchewan,.
Les droits miniers échouent finalement entre les mains d'une compagnie des États-Unis basée à New-York en 1925. Fin 1927, le gisement de grande taille est jugé suffisamment prometteur et une société est créée pour son exploitation : l'Hudson Bay Mining and Smelting Company. L'année suivante débute la construction du complexe métallurgique destiné à raffiner et fondre le métal et l'ouverture d'une mine à ciel ouvert. Un barrage hydroélectrique est construit sur le fleuve Churchill à Island Falls en Saskatchewan pour alimenter l'usine. Enfin, la ville nouvelle est raccordée au réseau ferré du Canadien National à partir du Pas, 140 km plus au sud. Fin 1930, la mine et l'usine sont actives.  L'usine fonctionne 24h/24, 365jours/365. L'ouverture de la mine a nécessité la vidange d'un lac. Elle est déjà au 2/3 épuisée en 1935. De nouveaux gisements sont découverts et mis en exploitation, alimentant les installations de Flin Flon. Certains gisements comme à Cuprus ou au lac Schist produiront durant près d'un quart de siècle des années 1950 au milieu des années 1970.

## Géographie

### Situation

Plan de Flin Flon.

Flin Flon se situe au Canada de part et d'autre de la frontière entre les provinces du Manitoba et de la Sakatchewan essentiellement côté manitobain. Côté saskatchewanais, son agglomération inclut le bourg de Creighton. À vol d'oiseau la ville est distante de 630 km de Winnipeg au sud-est, de 280 km de Thompson au nord-est, de 300 km de Prince Albert au sud-ouest et de 220 km de La Ronge à l'ouest.
La ville est reliée par la route provinciale manitobaine 10 à la ville du Pas et au sud du Manitoba tandis que la route provinciale saskatchewanaise 106 la relie à l'est à sa voisine Creigton et permet de poursuivre vers Prince Albert ou La Ronge. La ville est aussi desservie par une bifurcation du chemin de fer de la baie d'Hudson qui la relie au Pas où se trouve la gare passager la plus proche. L'aéroport de Flin Flon (code OACI : CYFO) se situe 20 km au sud-est à Bakers Narows. Il est desservi par la compagnie Calm Air à destination de Winnipeg avec escale au Pas,,.
La municipalité s'étend sur 15,15 km2 entre 300 et 350 m d'altitude de part et d'autre d'un petit plan d'eau : la lac Ross. Le drainage se fait vers le sud en direction du lac Cumberland et de la rivière Saskatchewan.

### Climat
Le climat de Flin Flon est classé Dfb dans la classification de Köppen : c'est un climat continental sans saison sèche avec des étés tempérés.
| Mois                                  | jan.       | fév.       | mars      | avril    | mai       | juin    | jui.     | août      | sep.      | oct.       | nov.      | déc.     | année            |
| ------------------------------------- | ---------- | ---------- | --------- | -------- | --------- | ------- | -------- | --------- | --------- | ---------- | --------- | -------- | ---------------- |
| Température minimale moyenne (°C)     | −24,1      | −22,6      | −16       | −6       | 2,1       | 9,6     | 13,2     | 12,2      | 6,3       | −0,6       | −11,1     | −20,7    | −4,8             |
| Température moyenne (°C)              | −19,5      | −16,9      | −9,6      | 0,2      | 8,3       | 15,1    | 18,5     | 17,2      | 10,9      | 2,8        | −7,8      | −16,7    | 0,2              |
| Température maximale moyenne (°C)     | −14,8      | −11,1      | −3        | 6,4      | 14,5      | 20,6    | 23,7     | 22,1      | 15,5      | 6,1        | −4,4      | −12,5    | 5,2              |
| Record de froid (°C) date du record   | −44,5 1996 | −45,6 1974 | −41 1995  | −33 2018 | −13 1990  | −2 1987 | 1,9 2008 | −1,5 1982 | −6,7 1974 | −16,5 1996 | −35 1985  | −44 1989 | −45,6 01/02/1974 |
| Record de chaleur (°C) date du record | 9,5 1993   | 10 1984    | 15,6 2010 | 27 1980  | 32,5 1986 | 35 1988 | 35 1989  | 33,9 1970 | 31,2 2011 | 24 1987    | 17,5 1978 | 8,3 1969 | 35 5/6/1988      |
| Précipitations (mm)                   | 23,7       | 16,4       | 18,7      | 22,3     | 39,1      | 69,9    | 85,7     | 65,4      | 61,7      | 38,5       | 26,2      | 23       | 490,6            |
| dont neige (cm)                       | 23,7       | 16,4       | 18,3      | 13,1     | 2,4       | 0       | 0        | 0         | 0,5       | 10,9       | 24,3      | 23       | 132,6            |
| Nombre de jours avec précipitations   | 7,8        | 5,2        | 5         | 4,9      | 8,5       | 10,2    | 12,6     | 10,8      | 10,5      | 9,5        | 7,7       | 6,9      | 99,5             |
| Nombre de jours avec neige            | 7,8        | 5,2        | 4,8       | 2,7      | 0,5       | 0,04    | 0        | 0         | 0,14      | 2,8        | 7,1       | 6,9      | 37,9             |

## Démographie
En 30 ans, entre les recensements de 1991 et 2021, la ville ainsi que l'agglomération de Flin Flon ont perdu près de tiers de leur population. La ville passe de 7 449 habitants à 5099 tandis que l'agglomération passe de 9 117 habitants à 6302,,,.
| Communauté                          | Superficie (km2) | Subdivision de recensement | 1991  | 1996  | 2001  | 2006  | 2011  | 2016   | 2021   |
| ----------------------------------- | ---------------- | -------------------------- | ----- | ----- | ----- | ----- | ----- | ------ | ------ |
| Flin Flon - partie manitobaine      | 13,14            | 4621064                    | 7 119 | 6 572 | 6 000 | 5 594 | 5 363 | 4 991  | 4 940  |
| Flin Flon - partie saskatchewanaise | 2,01             | 4718052                    | 330   | 289   | 267   | 242   | 229   | 203    | 159    |
| Flin Flon (municipalité)            | 15,15            |                            | 7 449 | 6 861 | 6 267 | 5 836 | 5 592 | 5 194  | 5 099  |
| Creigton (Saskatchewan)             | 12,92            | 4718051                    | 1668  | 1713  | 1556  | 1502  | 1498  | 1429   | 1203   |
| Flin Flon (agglomération)           | 28,07            |                            | 9 117 | 8 574 | 7 823 | 7 338 | 7 090 | 6 623  | 6 302  |
| Sources                             |                  |                            | ,     | ,     | ,     | ,     | ,     | [ 10 ] | [ 10 ] |

## Administration
La ville est dirigée par un maire et six conseillers municipaux.
| 2010-2014       | 2014-2022   | 2022-2026       |
| --------------- | ----------- | --------------- |
| George Fontaine | Cal Huntley | George Fontaine |
| [ 15 ]          | [ 15 ]      | [ 15 ]          |

## Sport
L'équipe de hockey sur glace des Bombers joue en Ligue de hockey junior de la Saskatchewan (SJHL). Elle est domiciliée à la patinoire du Whitney Forum de Flin Flon,.

## Médias
- The reminder est une revue papier locale hebdomadaire de langue anglaise dont le siège est à Flin Flon[18].
- CFAR, sur 102,9 MHz, est une radio locale de langue anglaise, elle édite le site flinflononline.com[19].

## Personnalités
- Jared Abrahamson (1987- ) : acteur canadien né à Flin Flon ;
- Roger Avery (1965- ) : réalisateur et scénariste canado-américain, né à Flin Flon ;
- Kenneth Baumgartner (1966- ) : hockeyeur sur glace, né à Flin Flon ;
- Marilyn Burkhardt (1936-2014) : lauréate du concours de beauté Miss Maple-Leaf 1958, née à Flin Flon[20] ;
- Robert Clarke (1949- ) : hockeyeur sur glace, né à Flin Flon ;
- Caroline Cochrane (1960- ) : politicenne ténoise, première ministre des Territoires de Nord-Ouest de 2019 à 2023, née à Flin Flon ;
- Dean Evason (1964- ) : hockeyeur sur glace, né à Flin Flon ;
- George Konik (1937-1916) : hockeyeur sur glace, né à Flin Flon, ex membre de l'équipe des Bombers de Flin Flon ;
- Dunc Mac Callum (1940-1983) : hockeyeur sur glace, né à Flin Flon ;
- Jim Mac Lachlan (1943- ) : politicien libéral yukonais, né à Flin Flon
- Eric Nesterenko (1933-2022) : hockeyeur sur glace, né à Flin Flon ;
- Mel Pearson (1938-1999) : hockeyeur sur glace, né à Flin Flon ;
- Clarence Petterson (1952-2018) : député néo-démocrate manitobain de la circonscription de Flin Flon, né et mort à Flin Flon ;
- Birk Sproxton (1943-2007) : poète et nouvelliste canadien, né à Flin Flon ;